# محمد حسن (فنان)
محمد حسن ( 1946 - 17 ديسمبر 2017) هو مطرب وملحن ليبي. ومن أبرز نجوم الأغنية الليبية.

## مسيرته الفنية
بدأ مسيرته الفنية في الستينيات بمدينة بنغازي التي أقام بها حتى تسعينيات القرن العشرين. إضافة إلى الأغاني العاطفية فقد قدّم عددا من الأغاني الوطنية، كما لحّن لعدد من المطربات والمطربين العرب منهم وردة، وسميرة سعيد، غادة رجب، لطيفة، ذكرى محمد أنغام ومحمد عبده. والعديد من الفنانين من تونس ومصر وسوريا، بالإضافة للعديد من الفنانين الليبيين. كما قام بتلحين وأداء أعمال غير تراثية منها أوبريت باسم «شرق وغرب». تعامل محمد حسن مع جل الشعراء في بلاده ولعل أبرزها تعامله في السنوات الأخيرة مع الشاعر «عبد الله منصور» الذي كتب له مجموعة «الواحة» وقبل ذلك كان عمل «النجع» وهي عبارة عن مجموعة من الأهازيج والأغاني القديمة التي رددها الأجداد الليبيين ولكن قدمها محمد حسن بعد فترة طويلة من البحث والتنقيب بطريقة ورؤية عصرية.
في 2002 قدم حفلا استمر 5 ساعات متواصلة في خيمة فنية ليبية في قاعة رويال ألبرت هول في لندن.

## وفاته
توفي في تونس بتاريخ 17 ديسمبر 2017 بعد صراع طويلٍ مع المرض.

## أعماله

### التلحين
- اللي باعونا - غناء وردة الجزائرية
- كان الغلاء ينزاد - غناء وردة الجزائرية
- عاشقة وذوبني الشوق - غناء سميرة توفيق
- ادلل ويش تريد - غناء ذكرى محمد
- دللتني - غناء لطيفة العرفاوي
- مشكلتك وعيبك - غناء غادة رجب
- غريق يا بحر لولاف - غناء نادية مصطفى
- وآن عشية - غناء محمد السيليني
- حكى بكاني - غناء محمد السيليني
- ابعدي وانسيني - غناء خالد سعيد
- ديما عيد معيدين - غناء أحمد سامي
- عاشق دف لياليهم - عبد الصمد النعاس
- تموت وهي واقفة - عبد الصمد النعاس
- ملحمة الواحة
- ملحمة النجع
- رحلة نغم
- سيرة أولاد هلال

### الغناء
- رحلة نغم
- الهرم الرابع
- شيعت عيني لفوق ريت النجمة
- ليش بطا
- بلادنا زين على زين
- جرح الغلا
- رجال ونسوان
- جرح الحبيب
- منتصرون
- يا طرابلس
- يالخيمة
- شن جاب رجلي
- إنت وبس
- طق العود
- تحية حب
- يسلم عليك العقل
- وجدة يا هواء العشاق
- يا ريح هدي
- دللتني
- نا عقلي دليلي
- مجروده (يا سلطانه)
- سامحونا يا أحباب
- سفنيتنا
- من طبرق طير يا حمام
- يا حمامة طيرى طيرى
- عاتب عليك
- قد الشوق
- نخي يم قصاص طويلة
- سمحه
- يا ليبيا يا جنة
- كانك تحب بلادك
- مطلوق سراحك يا طوير
- سيرة أولاد هلال
- ملحمة الواحة
- ملحمة النجع
- محاكاة الشاهي
- ارسم شجرة